# Dociekania filozoficzne
Dociekania filozoficzne (Philosophische Untersuchungen) – jedno z dwóch najważniejszych dzieł Ludwiga Wittgensteina. Ukazało się po raz pierwszy w 1953 w Anglii, już po śmierci filozofa. Zostało przygotowane do wydania przez wykonawców testamentu Wittgensteina: Elizabeth Anscombe, Rusha Rheesa i Georga von Wrighta.
Wzorem Traktatu logiczno-filozoficznego zostało wydane dwujęzycznie: równolegle do niemieckiego oryginału biegł przekład angielski dokonany przez Elizabeth Anscombe, zatytułowany Philosophical Investigations.
Dzieło stanowi podstawową pozycję prezentującą tzw. drugą filozofię Wittgensteina i zawiera między innymi opis koncepcji gier językowych, argumenty przeciw tzw. językowi prywatnemu, oraz postulat badania znaczenia wyrażeń poprzez badanie ich użycia. Dzieło stało się wkrótce znane i sławne. W 1972 ukazał się przekład polski Bogusława Wolniewicza.
Ludwig Wittgenstein spisywał swe Dociekania w latach 1930–1951.

## Streszczenie

### Wstęp
Wittgenstein zaczyna Dociekania filozoficzne od krytyki następującej tezy, jego zdaniem wywodzącej się z myśli Św. Augustyna: „wyrazy języka nazywają przedmioty – zdania są splotami takich nazwań.” I dalej: „każdy wyraz ma znaczenie. Znaczenie to jest wyrazowi przyporządkowane, jest przedmiotem reprezentowanym przez wyraz.” W kontekście sporów o definicję znaczenia, które zyskały na wadze w filozofii analitycznej oraz semiotyce przełomu XIX i XX wieku, jest to stanowisko referencyjne. Wittgenstein uważa, że to zbyt daleko idące uproszczenie wynika z „prymitywnych wyobrażeń o sposobie funkcjonowania języka”, które polegają na nadaniu prymatu rzeczownikom oraz ewentualnie czasownikom czy przymiotnikom, tak jakby cała reszta wyrazów była wobec nich podrzędna, a wręcz redundantna. Przykładem takiego prymitywnego języka byłaby opisana w §2 Dociekań scenka z budowy: budowniczy A krzyczy kostka, słup, płyta, a pomocnik B podaje mu właściwy przedmiot. Definicja języka według Św. Augustyna, choć mogłaby stosować się w tej konkretnej sytuacji (i prawdopodobnie w wielu innych potencjalnych sytuacjach), nie broni się, kiedy mowa o faktycznym użyciu języka w codzienności.
Nie tylko starożytny Św. Augustyn wyznawał teorię nauki języka przez wskazywanie – definicje ostensywne były podstawą poznania chociażby dla Bertranda Russella, nauczyciela i mentora Ludwiga Wittgensteina. „Takich właśnie prymitywnych postaci języka używa dziecko uczące się mówić. Nauczanie języka nie jest tu objaśnianiem, lecz tresurą”, czytamy w §5. Słowa takie jak objaśnianie lub definicja są zbyt wielkie; przecież dziecko nie pyta o nazwy, ono jedynie łączy pewne zachowania rodzica z wydawanymi przez niego dźwiękami.
Właśnie: zachowania. Wittgenstein zauważa, że przypisywanie wyobrażenia przedmiotu do serii dźwięków jest tylko jednym z możliwych efektów takiego nauczania. W przykładzie z budowniczym nie jest wcale pewne, czy wyraz płyta ma wzbudzić wyobrażenie płyty w umyśle pomocnika, czy też spowodować, że przyniesie konkretny przedmiot, w tym wypadku – płytę. Jeśli wyszkolimy nasze dziecko tak, żeby dźwięki przywodziły mu na myśl idee, to tak się zapewne wydarzy, ale wynikać to będzie z określonego systemu, w którym będziemy je szkolić. Można sobie wyobrazić inne systemy. Te systemy nazywa Wittgenstein grami językowymi.

### Gry językowe
Gry definiuje się przy pomocy podobieństwa rodzinnego, bowiem niemożliwe jest wskazanie zbioru cech wspólnych, który można by przypisać każdemu bez wyjątku zjawisku określanemu mianem gry. Brydż jest podobny do pasjansa pod tym względem, że gra się za pomocą kart, a do tenisa po takim, że do gry potrzebny jest przeciwnik itd. Wittgenstein porównuje ten typ podobieństwa do sytuacji obserwowanych w rodzinach – niektórzy ich członkowie mają ten sam kolor włosów, inni zbliżone rysy twarzy, a jeszcze innych łączy temperament. „Co jest jeszcze grą, a co już nią nie jest? Czy możesz podać granice? Nie. Możesz je wytyczyć: dotąd bowiem ich jeszcze nie wytyczono. (Choć nigdy ci to jeszcze nie przeszkadzało posługiwać się wyrazem «gra»).” Zdecydowana jednak większość gier posiada pewne reguły – należą do nich też gry językowe. Poznawanie reguł może się odbywać na kilka sposobów. Ktoś na przykład może je uczniowi przedstawić, a następnie ćwiczyć ich możliwe zastosowania; może być też tak, że uczeń obserwuje grę i na podstawie reakcji jej uczestników na poszczególne zachowania samodzielnie do reguł dochodzi. „Jak (...) w tym wypadku obserwator odróżni błąd graczy od posunięcia prawidłowego? - (...) Pomyśl o charakterystycznym zachowaniu się człowieka poprawiającego swe przejęzyczenie. Dałoby się rozpoznać, że ktoś to właśnie robi, nie rozumiejąc nawet jego języka.” Wittgenstein wraca w tym miejscu do nurtującego go pytania, w jaki sposób przyswajamy język.
„A wyobrazić sobie jakiś język, znaczy wyobrazić sobie pewien sposób życia.” W tym miejscu Wittgenstein łączy język z postrzeganiem rzeczywistości i z kulturą. Wracając do przykładu z budowniczym: wypowiadany przez niego wyraz płyta możemy rozumieć jako słowo albo jako równoważnik zdania, może to być jedynie wskazanie przedmiotu albo też rozkaz. Gdyby z kolei budowniczy mówił Proszę, podaj mi płytę i za każdym razem w odpowiedzi dostawał płytę, to przysłuchujący się temu cudzoziemiec mógłby uznać, że proszępodajmipłytę jest w tym języku po prostu słowem, oznaczającym płytę, a nie całym zdaniem. Zwłaszcza, jeżeli pochodziłby z kultury, w której nie formułuje się próśb. Musiałby on poznać opozycyjne zdania z użyciem tych samych wyrazów, żeby zorientować się, że proszępodajmipłytę nie jest jednym wyrazem.
Dalej Wittgenstein rozważa, skąd bierze się różnica pomiędzy wypowiedzią pięć płyt użytą w charakterze rozkazu, a tą samą wypowiedzią pięć płyt, która ma np. zameldować, że na stanie znajduje się pięć płyt. Chodzi oczywiście o rolę wypowiedzi w grze językowej. Ton czy mimika towarzysząca mowie to rzeczy zbyt niejednoznaczne, żeby nadawać im tutaj prymat, ponieważ osoba nieśmiała lub zmęczona może formułować rozkazy bez szczególnej werwy, z kolei ktoś energiczny mógłby meldunek pięć płyt! wykrzyczeć z godną posłuchu pewnością siebie. (Nie chodzi o to, że nie mają one żadnego znaczenia, wręcz przeciwnie; jednak dla obserwatora z zewnątrz mogą nie przekazywać informacji wystarczających, aby zrozumieć wypowiedź.)
Dodatkowo okazuje się, że opis gramatyczny wypowiedzi nie zawsze odpowiada jej funkcji w praktyce języka. Na przykład: „Czyż pogoda nie jest dziś wspaniała? nazywamy pytaniem, choć użyte zostało jako stwierdzenie.” Innym przykładem jest popularne w kulturze anglosaskiej formułowanie rozkazów jako pytań w rodzaju Czy mógłbyś to dla mnie zrobić? Wittgenstein poddaje krytyce pogląd Gottloba Fregego, że każde stwierdzenie zawiera supozycję. W języku naturalnym nie używamy na początku zdania formułki Stwierdza się, że...

### Podobieństwo rodzinne i definicje
Warto wrócić jeszcze na chwilę do rozważań Wittgensteina nad podobieństwem rodzinnym gier, ponieważ okazały się one niezwykle brzemienne dla wielu dziedzin nauki. „W jakiż (...) sposób wyjaśnilibyśmy komuś, co to jest gra? Sądzę, że opisywalibyśmy mu gry, dodając może do opisu: «To i temu podobne nazywa się grami». A czyż sami wiemy więcej?”
Można zarzucić takiej definicji nieostrość. Wittgenstein wcale nie broni nikomu wytyczyć zakresu pojęcia gra, jeśli by miał potrzebę ostrych granic. To jednak wcale nie spowoduje, że wcześniejsze użycia wyrazu gra straciłyby użyteczność, „chyba że dla jakiegoś specjalnego celu”. Pojawia się tutaj polemika z Fregem; w jego projekcie języka logiki nie było bowiem miejsca na nieścisłości, a pojęcia bez ostrych definicji pozbawione były sensu. Dla Wittgensteina nieścisłości w definiowaniu pojęć nie są problemem, bowiem zauważa, że w języku codziennym używamy sensownie takich zdań, jak „Zaczekaj gdzieś tutaj.” Często też używamy pewnych słów całkiem poprawnie i można powiedzieć, że je rozumiemy, ale kiedy ktoś zapyta o ich znaczenie, to nagle mamy problem ze zdefiniowaniem. Nadanie prymatu mowie potocznej jest rewolucyjne, biorąc pod uwagę, że poprzednicy Wittgensteina postrzegali ją jako przeszkodę, którą należy pokonać.
Wbrew projektantom idealnego logicznego języka, Wittgenstein stwierdza: „Mów co chcesz, póki nie przeszkodzi ci to widzieć, jak się rzeczy mają. (A gdy to widzisz, to niejednego nie powiesz).” To, że jakaś nazwa nie ma stałego znaczenia, nie czyni jej niezrozumiałą, a nieścisłe wyjaśnienie nie musi wcale być bezużyteczne. Pogląd, że zdanie musi posiadać jeden określony sens, jest również poddany krytyce.
Czy to znaczy, że gra językowa nie ma jasno ustalonych reguł? Wygląda na to, że nie są one niezbędne. Istnieją rzeczywiście gry, których uczestnicy muszą bezwzględnie przestrzegać zasad, ale są też takie, w których reguły są jedynie drogowskazami albo powstają spontanicznie podczas grania.
Zwraca się uwagę, że jedną z tych rzeczy, która może pojawić się w naszej wyobraźni, gdy myślimy np. kostka, jest nie kostka, lecz jej obraz. Wittgenstein rozróżnia przypadki normalne od anormalnych i powyższy należy do tych ostatnich. „Tylko w przypadkach normalnych użycie słów jest z góry jasno wyznaczone.” Im częściej słowo, wyrażenie lub zdanie pojawia się w jakiejś grze językowej, tym lepiej jej użytkownicy mogą je rozumieć. Istnieją też wyrażenia używane tak powszechnie i tak często, że nawet nie musimy sobie wyobrażać ich znaczeń – np. dzień dobry czy kocham cię.

### Znaczenie jako użycie
Na ile ktoś rozumie dany język czy daną grę językową – to poznać można po jego zachowaniu. Nie mamy dostępu do stanów mentalnych naszych rozmówców, nawet neurobiologia nie osiągnęła jeszcze etapu czytania w ludzkich myślach. Wittgenstein podaje przykład z chłopcem, którego chcemy nauczyć konstruowania ciągu liczb naturalnych. Żeby się upewnić, czy zrozumiał, będziemy go kilkakrotnie prosić o zapisanie np. liczb od 0 do 9. Nie wystarczy przecież, żeby raz skonstruował poprawny ciąg, gdyż to mogło być przypadkowe. Kiedy uczeń wielokrotnie podoła zadaniu, poprosimy go o kontynuowanie liczenia od 10. Jest możliwe, że zastosuje inną metodę, niż przy liczbach od 0 do 9. Ale jeżeli tak, to właściwie do ilu musiałby poprawnie policzyć, żebyśmy mieli pewność, że zrozumiał?
Rozumienie jest pewną dyspozycją, która może przejawiać się bardzo różnie. Ktoś mógłby sformułować wzór ciągu, np. n + 1, ale ci, którzy po prostu liczą bez formułowania wzoru, też przecież mogą rozumieć. A przede wszystkim nie jest to stały stan umysłu. Możemy przywołać zdolność liczenia w dowolnym momencie, nie musimy cały czas powtarzać w myślach kolejnych liczb naturalnych. Podobnie ma się sytuacja w przypadku takich słów, jak znać, wiedzieć, być zdolnym czy umieć. Wszystko to nie są, zdaniem Wittgensteina, zjawiska psychiczne.
Kiedy zaczyna się umienie lub rozumienie? To pytanie raczej niedorzeczne, chociaż Wittgenstein nie wyklucza, że wraz z postępem nauki uda się zarejestrować zmiany w mózgu, które następują w momencie, w którym zamiast recytować wyuczony na pamięć ciąg liczb naturalnych zaczynamy liczyć. Póki co, tylko my sami możemy powiedzieć: teraz rozumiem!
Konkluzja, do której prowadzić miał ten tok rozumowania, jest następująca: kompetencje językowe wyrażają się w zachowaniu. Wittgenstein zdaje sobie doskonale sprawę z tego, jak bardzo jest to problematyczne. Zdarza się, że ktoś używa jakiegoś słowa poprawnie przez przypadek, mimo że nie zna jego znaczenia; albo osoby cierpiące na różnego rodzaju choroby umysłowe prowadzą rozmowę w taki sposób, że ich rozmówcy są przekonani, iż wiedzą, o czym mowa, chociaż tak naprawdę nie mają pojęcia; na porządku dziennym jest też przytakiwanie z uśmiechem, kiedy się zamyśliło lub nie dosłyszało.
Jednak znaczenie słowa jest drugorzędne względem jego użycia. Język nie posiada jednej tylko funkcji, czy byłoby to przekazywanie myśli, ekspresja czy utrzymywanie struktur społecznych. Poszczególne wyrazy i całe wyrażenia mogą zmieniać swoje sensy w kontekstach różnych gier językowych, zwłaszcza, że każda taka gra może mieć inne cele i inne reguły.

### Podsumowanie
Wittgenstein w Dociekaniach filozoficznych odbiera laur pierwszeństwa idealnemu językowi logiki, a zamiast tego każe poznawać język, jakim jest on naprawdę. Poleca zrezygnować z konstruowania abstrakcyjnych systemów i zająć się badaniem tego, co już istnieje. I chociaż przyzwyczajono się w filozofii traktować wczesnego i późnego Wittgensteina niemalże jak dwóch filozofów o całkiem sprzecznych poglądach, to jednak wcale nie zaprzeczył on swojej najsłynniejszej tezie z Traktatu: „Granice mego języka oznaczają granice mego świata.” Przesunął jedynie granice języka poza sztucznie konstruowane systemy – bo przecież jeśli gdzieś należałoby szukać prawdy, to raczej w rzeczywistości, niż w wyobrażeniach garstki matematyków i filozofów.